# Gaspar Corte-Real
Gaspar Corte-Real (ca. 1450 – ca. 1501?) var en portugisisk opdagelsesrejsende, var søn af den opdagelsesrejsende João Vaz Corte-Real som havde taget ham med på dennes ekspedition til Grønland i 1472, senere har der været tvivl om ekspeditionen nåede til Nordamerika.
År 1501 blev Gaspar fyret af den portugisiske konge Manuel 1. til at finde den nordvestelige vej til asien.
Han nåede Grønland, og troede at det var øst Asien, men valgte ikke at gå i lande. Han satte på sin anden rejse til Grønland i 1501, sammen med sin bror Miguel Corte-Real og tre karaveller. Støder på frosne hav, de ændrede kurs mod syd og nåede land, menes at være Labrador og Newfoundland. Der er de fanget omkring tres indfødte mænd, der senere blev solgt som slaver. Gaspar sendt derefter sin bror og to skibe tilbage til Portugal, før selv at fortsætte sydpå. Ikke siden er der blevet hørt noget om Gaspar Corte-Real. Hans bror Miguel forsøgt at finde ham i 1502, men også han vendte aldrig tilbage.